# 霊樹寺
霊樹寺（れいじゅじ）は、埼玉県久喜市にある曹洞宗の寺院。

## 歴史
創建年代は不明である。ただ昔から庵があったと伝えられる。1504年（永正元年）、鷲宮神社の神職を務める大内氏の協力もあり、法光によって中興された。法光は陸奥国白河郡（現・福島県白河市）の関川寺の第2世住職であった。
当寺の寺宝となっている釈迦如来像は、かつて源頼朝により奈良の唐招提寺に寄進されたが、後に鷲宮神社の別当寺の「大乗院」が譲り受けたものである。明治初期の神仏分離により、大乗院が廃寺になったので、当寺が引き取ることになった。

## 文化財
- 木造釈迦如来坐像（埼玉県指定有形文化財 昭和53年3月28日指定）[2]

## 交通アクセス
- 路線バス局前停留所より徒歩8分。